# The Girl of the Golden West (film 1923)
The Girl of the Golden West è un film muto del 1923 diretto da Edwin Carewe. Tratto dal omonimo lavoro teatrale di David Belasco del 1905, ha come protagonisti Sylvia Breamer e J. Warren Kerrigan.

## Trama
Nel West, la fanciulla - proprietaria del Polka Saloon - si innamora di Ramerrez senza sapere che l'uomo è un bandito. Costretto da una tempesta di neve a passare la notte nel saloon, Ramerrez provoca la gelosia della ballerina Nina Micheltorena che, vendicativa, lo denuncia allo sceriffo Vance, anche lui innamorato della fanciulla. Per salvare Ramerrez, nascosto ferito nel locale, la fanciulla gioca a poker con lo sceriffo, mettendo come posta la salvezza dell'amato. Intanto Nina sobilla i vigilantes contro Ramerrez che viene salvato all'ultimo momento dall'intervento di Vance, che lo consegna libero alla fanciulla.

## Produzione
Il film fu prodotto dalla Edwin Carewe Productions. Venne girato in California.

### Soggetto
Il lavoro teatrale originale che diede spunto al film era andato in scena a Broadway dal 14 novembre 1905 al 19 giugno 1906 al Belasco Theatre, con un totale di 224 repliche. La commedia venne ripresa, sempre a Broadway, nel 1907 e poi nel 1908.

## Distribuzione
Distribuito dalla Associated First National Pictures, il film - presentato da Edwin Carewe - uscì nelle sale cinematografiche statunitensi il 3 maggio 1923.

### Differenti versioni
- La fanciulla del West (The Girl of the Golden West) di Cecil B. DeMille  (Paramount) con Mabel Van Buren, Theodore Roberts (1915)
- The Girl of the Golden West di Edwin Carewe (First National) con Sylvia Breamer, J. Warren Kerrigan  (1923)
- The Girl of the Golden West di John Francis Dillon (WB) con Ann Harding, James Rennie (1930)
- La città dell'oro (The Girl of the Golden West) di Robert Z. Leonard (MGM) con Jeanette MacDonald, Nelson Eddy (1938)